# Llave en mano
Se denomina llave en mano a aquellas obras de ingeniería donde ingenieros y constructores son la misma entidad, dejando pues en solo dos el número de agentes, siendo el promotor y el agente los que intervienen en dicha obra.
Este tipo de contrato también es conocido internacionalmente por el término inglés turnkey contract.
Normalmente consiste en que el promotor recibe la infraestructura ya en funcionamiento sin tener que realizar ni burocracia ni otras formalidades, muchas veces ya tiene hasta el mantenimiento asignado.
Además suele utilizarse esta expresión para aquellos servicios que ofrecen un seguimiento exhaustivo del proceso/gestión realizada. Por ejemplo, en el ámbito de la promoción, la publicidad y los eventos, se llama sistema de llave en mano al servicio ofrecido por las agencias mediante el cual desde que el cliente contrata a la agencia hasta que el evento finaliza, todo corre por cuenta de la agencia. Este concepto también es aplicable a la ingeniería de software, para referirse a los desarrolladores de logicales que también toman a su cargo las adaptaciones a necesidades particulares del cliente, así como los cursos de formación del personal, etc.
Función Económica
El contrato de llave en mano cumple una función económica estratégica tanto en el ámbito público como en el privado. Su utilidad radica en que permite al contratante —que puede carecer de los medios técnicos, humanos o financieros necesarios— encargar a un tercero especializado (el contratista) la realización integral de un proyecto, garantizando que este le será entregado completamente operativo.
Desde la perspectiva del desarrollo económico, este tipo de contrato promueve la inversión en infraestructura, tecnología e innovación, al transferir la ejecución total de un proyecto a un contratista que dispone de los conocimientos técnicos, logísticos y financieros. Así, el contratante puede acceder a soluciones complejas sin involucrarse directamente en cada fase del proceso productivo.
En el sector público, este modelo contractual permite a los Estados desarrollar obras de alto impacto social y económico (como hospitales, plantas de tratamiento, redes de transporte, entre otros) sin tener que destinar, de manera inmediata, grandes recursos o gestionar directamente el proyecto. En el ámbito privado, facilita la expansión empresarial, el montaje de nuevas líneas de producción, o la modernización de instalaciones con un control más eficiente del riesgo financiero y técnico.
Además, el contrato de llave en mano estimula la eficiencia en la ejecución, ya que el contratista se compromete a entregar el proyecto en condiciones funcionales y dentro de un plazo y presupuesto definidos. Esto reduce la incertidumbre para el contratante y fomenta la responsabilidad del contratista frente al control de calidad, costos y tiempos.
En resumen, la función económica de este contrato no solo se reduce a ejecutar una obra, sino que representa un instrumento de apalancamiento para el desarrollo empresarial, la optimización de recursos y la modernización de infraestructura, lo cual contribuye directamente al crecimiento económico y la competitividad.
Definición
El contrato de llave en mano es una modalidad contractual mediante la cual una parte, denominada contratista, se obliga frente a otra, llamada contratante u operador, a diseñar, construir, equipar, instalar y entregar completamente operativo un bien o sistema complejo, conforme a las especificaciones previamente acordadas, a cambio del pago de un precio único o global que incluye todos los costos asociados y la utilidad del contratista.
Este tipo de contrato implica la asunción integral del proyecto por parte del contratista, quien responde por todas las fases del proceso: estudios previos, adquisición de equipos, construcción, montaje, puesta en marcha, e incluso, en algunos casos, por la financiación parcial o total del mismo.
La expresión "llave en mano" simboliza que el contratante recibirá el bien o servicio en condiciones plenas de uso, sin necesidad de intervenir directamente en su ejecución técnica o administrativa, más allá del seguimiento contractual. De allí que este contrato sea ampliamente utilizado en sectores como la construcción, la ingeniería industrial, la energía, las telecomunicaciones y la infraestructura pública.
Aunque no se encuentra tipificado de forma expresa en el Código Civil o en el Código de Comercio colombiano, su reconocimiento y aplicación se fundamentan en la autonomía de la voluntad y en los principios generales de los contratos de obra, tal como lo prevé el artículo 32 de la Ley 80 de 1993 en el ámbito estatal.
En definitiva, se trata de un contrato atípico, de ejecución compleja, en el cual el contratista entrega una solución “lista para usar”, transfiriendo al contratante los beneficios de una obra funcional y, al mismo tiempo, asumiendo los riesgos técnicos y financieros durante su desarrollo.
Partes Intervinientes
En el contrato de llave en mano intervienen dos sujetos principales, cuyas funciones, derechos y obligaciones están claramente delimitadas desde el momento de la celebración del acuerdo:
A. Contratista
Es la persona natural o jurídica que asume la obligación integral de ejecutar el proyecto en su totalidad, conforme a las especificaciones y condiciones pactadas. Esta parte es responsable del diseño, planificación, construcción, suministro de materiales, montaje, instalación, pruebas técnicas y puesta en funcionamiento de la obra o sistema objeto del contrato. En algunos casos, el contratista también asume la financiación parcial o total del proyecto, constituyéndose así en una figura clave para la viabilidad técnica y económica del mismo.
El contratista debe contar con la capacidad operativa, técnica y financiera suficiente para garantizar la ejecución satisfactoria del proyecto, asumiendo además los riesgos inherentes al proceso, salvo que contractualmente se haya pactado una distribución diferente.
B. Contratante u Operador
Es la persona, empresa o entidad pública o privada que encarga la ejecución del proyecto y que, al final del proceso, recibe el bien o servicio completamente operativo. Tiene la obligación principal de pagar el precio acordado en los términos establecidos, el cual suele contemplar un monto global que incorpora todos los costos, gastos e imprevistos asumidos por el contratista.
El contratante también puede desempeñar un rol de supervisión, seguimiento o auditoría del cumplimiento contractual, sin que ello implique interferir en la autonomía técnica del contratista. En algunos casos, especialmente en el sector público, el contratante conserva la titularidad de la obra desde el inicio, aunque la entrega material y funcional se haga al final.
Este modelo contractual permite al contratante externalizar los aspectos técnicos y administrativos del proyecto, concentrándose únicamente en su recepción final, uso o explotación, según la finalidad prevista.
Rasgos Fundamentales
El contrato de llave en mano posee una serie de características distintivas que lo diferencian de otras figuras contractuales dentro del ámbito del derecho privado y la contratación pública. A continuación se describen sus principales rasgos:
A. Consensualidad
Este contrato se perfecciona por el mero acuerdo de voluntades entre las partes, sin que la ley exija formalidad específica para su validez. No obstante, debido a la complejidad técnica, económica y jurídica que implica su ejecución, en la práctica suele constar por escrito, con estipulaciones detalladas, anexos técnicos, cronogramas y cláusulas de garantía. En proyectos que involucran bienes inmuebles o contratación estatal, puede ser necesario cumplir con ciertas solemnidades, como escrituras públicas o licitaciones, según el caso.
B. Bilateralidad
Es un contrato que genera obligaciones recíprocas: el contratista se obliga a ejecutar y entregar el proyecto en condiciones operativas, mientras que el contratante debe pagar el precio convenido. Ambas partes están jurídicamente vinculadas, siendo exigibles sus prestaciones conforme al contenido del contrato.
C. Onerosidad
El contrato es de naturaleza onerosa, ya que conlleva una contraprestación económica. El contratista presta un servicio altamente especializado que incluye múltiples fases y, a cambio, recibe una remuneración pactada, que suele ser un precio global que incluye todos los costos del proyecto, su utilidad y eventuales contingencias.
D. Autonomía
Se trata de un contrato principal e independiente, que no requiere de otro contrato accesorio para tener eficacia. Si bien puede coexistir con contratos paralelos (por ejemplo, con proveedores o subcontratistas), su validez y cumplimiento no dependen de estos.
E. Atipicidad
Aunque ampliamente utilizado en la práctica, el contrato de llave en mano no está expresamente tipificado en la legislación civil o comercial colombiana. Se le reconoce por vía doctrinal y jurisprudencial, y se asimila a los contratos de obra previstos en normas como el artículo 32 de la Ley 80 de 1993, aplicable en el contexto de la contratación estatal.
F. Ejecución sucesiva y compleja
Contrario a la ejecución instantánea, este contrato implica una ejecución progresiva que se desarrolla en varias etapas: planificación, diseño, ejecución, supervisión y entrega final. Su complejidad técnica y duración prolongada requieren una gestión contractual y operativa continua.
G. Conmutatividad
Existe equilibrio entre las obligaciones de las partes: cada una conoce de antemano lo que debe cumplir y lo que va a recibir. El contratista obtiene un pago por su labor integral y el contratante recibe un proyecto totalmente terminado, funcional y conforme a las condiciones pactadas.
H. Inclusión de financiación
Una característica central de este contrato es que el contratista puede asumir total o parcialmente la financiación del proyecto. Esta función lo diferencia de otros contratos de obra y lo convierte en una herramienta útil para entidades que carecen de liquidez inmediata para iniciar grandes inversiones.
Elementos Esenciales
Los elementos esenciales del contrato de llave en mano son aquellos componentes sin los cuales este tipo de acuerdo no podría existir ni desplegar sus efectos jurídicos. Se derivan tanto de su naturaleza como de las obligaciones específicas que asumen las partes. A continuación se presentan los más relevantes:
A. Múltiples prestaciones a cargo del contratista
Uno de los rasgos que definen este contrato es la pluralidad de actividades que debe ejecutar el contratista. No se limita únicamente a la construcción o fabricación de un bien, sino que abarca diversas fases del proyecto, tales como: elaboración de estudios técnicos y financieros, diseño arquitectónico o de ingeniería, suministro de materiales, gestión logística, montaje, instalación de maquinaria, pruebas de funcionamiento, capacitación del personal (cuando aplica), y entrega del proyecto completamente operativo. Esta acumulación de prestaciones convierte al contratista en un proveedor integral de soluciones.
B. Transferencia y gestión del riesgo
En principio, el contratista asume el riesgo técnico, operativo y económico del proyecto, pues se compromete a entregar una obra o servicio funcional por un precio previamente establecido. Sin embargo, este principio no es absoluto. Si durante la ejecución surgen circunstancias imprevistas, extraordinarias o ajenas a la voluntad de las partes que alteran sustancialmente el equilibrio económico del contrato, se podrá aplicar el principio de la distribución equitativa de los riesgos. Este principio busca evitar que una de las partes soporte una carga excesiva que comprometa la justicia contractual, amparado por normas generales como la teoría de la imprevisión o la excesiva onerosidad sobrevenida.
C. Resultado determinado como objeto del contrato
El contrato no se centra en la prestación de medios, sino en la obtención de un resultado final verificable: la entrega de una obra o servicio en condiciones óptimas de funcionamiento. Ese resultado debe ser acorde con las especificaciones técnicas pactadas por las partes, y es sobre ese resultado que se exige el cumplimiento y se valora el éxito del contrato.
D. Precio global y cerrado
Aunque no es un elemento esencial en sentido estricto, el precio en el contrato de llave en mano se estructura generalmente como una suma global que incluye todos los costos directos e indirectos del contratista, así como su utilidad y eventuales provisiones para riesgos. Esta modalidad de precio facilita la planificación financiera del contratante y transfiere al contratista la responsabilidad de administrar eficientemente el presupuesto acordado.
Finalidad del Contrato
La finalidad esencial del contrato de llave en mano es la entrega de un proyecto completo, terminado y en condiciones de plena operatividad, de acuerdo con las especificaciones técnicas y funcionales previamente definidas por el contratante. Esta finalidad se traduce en que el contratista debe encargarse de todas las etapas necesarias para que el contratante reciba una obra o servicio que no requiere intervenciones adicionales para su uso o explotación.
A diferencia de otros modelos contractuales donde las obligaciones se fragmentan entre distintos proveedores o donde el resultado depende de la ejecución por parte del propio contratante, en el contrato de llave en mano el contratista asume integralmente la responsabilidad por el desarrollo del proyecto desde el inicio hasta su culminación. Esto incluye, entre otros aspectos, la elaboración de estudios previos, la adquisición de insumos, la ejecución técnica, las pruebas de funcionamiento y, cuando corresponde, la capacitación del personal encargado de operar el sistema.
La finalidad de este contrato, entonces, no se agota en la simple entrega de una obra física, sino que apunta a asegurar su funcionalidad, su operatividad inmediata y su conformidad con los objetivos económicos, sociales o empresariales del contratante. Es decir, lo que se entrega no es solo una estructura o un conjunto de bienes, sino una solución completa, lista para entrar en operación.
Además, este contrato persigue generar seguridad contractual y previsibilidad económica: al establecer un precio global, una fecha de entrega y un resultado concreto, se reduce la incertidumbre para el contratante y se optimiza la gestión del riesgo por parte del contratista. Por ello, es un mecanismo idóneo para ejecutar proyectos de alto impacto, gran envergadura o elevada complejidad técnica, tanto en el ámbito privado como en el sector público.
Compromisos de las Partes
En el contrato de llave en mano, las partes principales —el contratista y el contratante u operador— asumen compromisos definidos que garantizan la correcta ejecución y entrega del proyecto. Estas obligaciones deben quedar claramente estipuladas en el contrato para evitar ambigüedades y facilitar su cumplimiento y control.
A. Obligaciones del Contratista
El contratista, como ejecutor integral del proyecto, asume una serie de deberes fundamentales:
- Desarrollar y entregar el proyecto en condiciones de operatividad: debe ejecutar la totalidad del contrato conforme a los requerimientos técnicos y funcionales pactados, de tal forma que el bien o servicio entregado esté listo para su uso inmediato.
- Gestionar los recursos técnicos, materiales y humanos: le corresponde coordinar todas las actividades necesarias para la construcción, montaje, instalación, pruebas y puesta en funcionamiento de la obra, incluyendo la contratación de personal y proveedores.
- Asumir la responsabilidad técnica y económica del proyecto: el contratista se obliga a cumplir el contrato dentro del plazo y por el precio acordados, asumiendo los riesgos que puedan surgir durante la ejecución.
- Proporcionar financiación: si así se ha pactado, el contratista debe aportar los recursos financieros necesarios para desarrollar el proyecto, ya sea de manera total o parcial.
- Rendir cuentas y reportes: debe presentar informes técnicos y financieros que permitan al contratante verificar el estado del proyecto, el cumplimiento de metas y el uso adecuado de los recursos.

B. Obligaciones del Contratante
El contratante u operador, por su parte, asume compromisos esenciales que permiten la correcta ejecución del contrato:
- Pagar el precio convenido: debe cancelar la suma global pactada, en los términos establecidos (por etapas, hitos o a la entrega final), incluyendo los ajustes autorizados por causas contractualmente previstas.
- Proveer información y colaboración razonable: debe entregar al contratista los datos, licencias, autorizaciones o accesos necesarios para el desarrollo del proyecto, si así se pactó.
- Cubrir imprevistos que alteren el equilibrio contractual: en situaciones excepcionales donde se presenten hechos sobrevinientes que afecten gravemente la economía del contrato y no sean atribuibles al contratista, el contratante puede estar obligado a cubrir parte de esos sobrecostos, conforme al principio de equidad y la distribución de riesgos.
- Recibir formalmente la obra o servicio: al término del proyecto, debe realizar la recepción formal de la obra, previa verificación del cumplimiento de las especificaciones contractuales, dejando constancia de su conformidad o indicando las observaciones pertinentes.

Derechos Contractuales
En el marco del contrato de llave en mano, tanto el contratista como el contratante gozan de una serie de derechos que surgen de las obligaciones pactadas. Estos derechos deben ejercerse dentro del marco del principio de buena fe contractual, asegurando un equilibrio entre las partes.
A. Derechos del Contratista
- Percibir la remuneración convenida: el contratista tiene derecho a recibir el precio total pactado en el contrato por la entrega del proyecto en condiciones de funcionamiento. Este pago suele cubrir todos los costos operativos, gastos generales, utilidad y contingencias asumidas por el contratista.
- Obtener pagos adicionales por desequilibrios contractuales: si durante la ejecución surgen circunstancias extraordinarias e imprevisibles que alteran sustancialmente el equilibrio económico del contrato —y no son imputables al contratista— este tiene derecho a solicitar ajustes en el precio o condiciones contractuales conforme al principio de equidad y a la teoría de la imprevisión.
- Autonomía técnica en la ejecución del proyecto: mientras respete los parámetros pactados, el contratista conserva el derecho de definir los métodos, medios y recursos necesarios para cumplir con la finalidad del contrato, sin injerencia indebida del contratante.
- Recibir colaboración razonable del contratante: puede exigir del contratante el cumplimiento oportuno de sus deberes, como el suministro de permisos, autorizaciones, información técnica o acceso a áreas de trabajo.

B. Derechos del Contratante u Operador
- Recibir la obra o servicio en perfecto estado de funcionamiento: el contratante tiene derecho a obtener un resultado concreto, plenamente operativo, conforme a las condiciones técnicas, funcionales y de calidad pactadas en el contrato.
- Ejercer control y supervisión durante la ejecución: aunque el contratista es autónomo en la ejecución técnica, el contratante puede realizar seguimientos, auditorías o inspecciones para verificar el avance, la calidad y el cumplimiento de los términos contractuales.
- Solicitar correcciones o exigir garantías: si al momento de la entrega final se identifican defectos, fallas o incumplimientos, el contratante puede exigir su corrección, así como hacer efectivas las garantías pactadas o legalmente exigibles.
- Acceder al financiamiento acordado: cuando el contrato incluye financiación por parte del contratista, el contratante tiene derecho a recibir las condiciones pactadas, lo que puede incluir plazos de pago, esquemas de amortización o financiación a través de terceros.

Finalización del Contrato
El contrato de llave en mano puede extinguirse por diversas causas, ya sea de manera ordinaria —cuando se cumple plenamente el objeto contractual— o anticipadamente, cuando se presentan eventos que justifican su terminación antes de la entrega final del proyecto.
A. Terminación normal
La forma típica de finalización de este contrato es la entrega formal y satisfactoria del proyecto en condiciones de uso pleno, conforme a lo pactado entre las partes. Este cierre implica que:
- El contratista ha ejecutado todas las obligaciones acordadas, incluyendo diseño, construcción, instalación, puesta en marcha y demás tareas necesarias para la operatividad del bien o servicio.
- El contratante realiza la recepción definitiva del proyecto, luego de verificar su conformidad con las especificaciones técnicas y funcionales acordadas.
- Ambas partes declaran cumplidas sus obligaciones principales, salvo aquellas que deban subsistir (como garantías, mantenimiento o soporte técnico si fueron pactados).

B. Terminación anticipada
El contrato también puede darse por terminado antes de su ejecución completa, en los siguientes escenarios:
- Incumplimiento grave de alguna de las partes: cuando una de ellas no cumple con sus obligaciones esenciales (por ejemplo, el contratista no ejecuta el proyecto conforme a lo pactado, o el contratante incumple los pagos), la otra parte puede invocar una causal de terminación anticipada según lo previsto en el contrato o en la ley.
- Mutuo acuerdo: las partes pueden convenir de manera voluntaria dar por terminado el contrato, ya sea por imposibilidad sobreviniente, cambio en las condiciones del proyecto, razones presupuestales o estratégicas.
- Fuerza mayor o caso fortuito: si ocurre un hecho imprevisible, irresistible y ajeno a las partes que impida la ejecución del contrato (como desastres naturales, conflictos armados o decisiones administrativas), se puede declarar la terminación con base en lo dispuesto legal y contractualmente.
- Desequilibrio económico insuperable: si se presentan circunstancias sobrevinientes que afectan gravemente la ecuación contractual, y no es viable ajustar las condiciones para restaurar el equilibrio, puede procederse a la terminación con base en la teoría de la imprevisión.

En todos los casos, la terminación debe documentarse formalmente, determinando las obligaciones pendientes, los pagos a realizar, y —si corresponde— las indemnizaciones o devoluciones procedentes.
Ventajas del Modelo Llave en Mano
El contrato de llave en mano se ha consolidado como una figura eficaz y estratégica en el desarrollo de proyectos complejos, tanto en el sector público como en el privado. Su diseño integral ofrece múltiples beneficios para el contratante, entre los que se destacan:
A. Simplificación administrativa
Uno de los principales beneficios es que el contratante solo debe relacionarse con un único proveedor responsable de todo el proyecto, lo cual reduce significativamente la carga operativa, la gestión documental, la necesidad de coordinación entre múltiples actores y los riesgos de conflicto entre diferentes contratistas o proveedores.
B. Mayor control sobre el presupuesto
Dado que se pacta un precio global y cerrado desde el inicio, el contratante puede tener una mayor previsibilidad financiera, ya que los costos asociados a la ejecución del proyecto —incluyendo materiales, mano de obra, equipos, diseño y utilidades— están contemplados en una sola cifra. Esto facilita la planificación presupuestal y limita el riesgo de sobrecostos no previstos.
C. Reducción de riesgos para el contratante
El modelo traslada gran parte de los riesgos técnicos, logísticos y económicos al contratista, quien asume la responsabilidad por la ejecución completa del proyecto. Esto incluye retrasos, errores en el diseño, deficiencias en la construcción y problemas de funcionamiento. El contratante, por tanto, se ve protegido frente a muchos de los imprevistos que suelen afectar los proyectos tradicionales.
D. Entrega de un proyecto completamente funcional
El contratista no solo entrega una obra terminada, sino lista para operar de manera inmediata, lo que permite al contratante poner en marcha su actividad productiva o prestar el servicio sin necesidad de intervenciones adicionales. Este enfoque por resultados maximiza la eficiencia del proceso y reduce los tiempos de implementación.
E. Mayor eficiencia en la ejecución
Como el contratista tiene un incentivo directo en optimizar costos y tiempos para proteger su margen de utilidad, se fomenta una ejecución más eficiente y profesional. Esto puede traducirse en mayor calidad, cumplimiento de cronogramas y uso racional de recursos.
Desventajas del Modelo Llave en Mano
Aunque el contrato de llave en mano ofrece múltiples beneficios, también presenta ciertos riesgos y limitaciones que deben ser cuidadosamente considerados al momento de su celebración. Estas desventajas pueden afectar tanto la ejecución como los resultados finales del proyecto si no se gestionan adecuadamente.
A. Limitada flexibilidad contractual
Una vez se ha definido el alcance del proyecto y se ha firmado el contrato, modificar las condiciones técnicas, plazos o especificaciones resulta complejo y costoso. Cualquier cambio posterior puede implicar renegociaciones, ampliaciones de presupuesto o conflictos entre las partes, lo cual reduce la adaptabilidad del proyecto a nuevas necesidades o circunstancias sobrevinientes.
B. Alta dependencia del contratista
El éxito del contrato está fuertemente condicionado a la idoneidad, experiencia y capacidad técnica del contratista. Si este falla en el cumplimiento de sus obligaciones —ya sea por negligencia, falta de solvencia o problemas internos—, el contratante puede enfrentar serias dificultades para sustituirlo o asumir directamente la ejecución del proyecto, especialmente cuando la obra se encuentra avanzada.
C. Costos iniciales más elevados
Debido a que el contratista asume la mayor parte de los riesgos del proyecto, suele incluir un margen adicional en el precio para cubrir posibles contingencias. Esto puede traducirse en un valor contractual superior al de otros modelos donde el contratante asume parte del riesgo o divide el proyecto en etapas contratadas por separado.
D. Menor control técnico por parte del contratante
Aunque el contratante puede ejercer funciones de supervisión o interventoría, no participa activamente en las decisiones técnicas del proyecto, ya que estas son asumidas por el contratista. Esta falta de participación directa puede limitar la capacidad del contratante para ajustar soluciones, introducir mejoras o responder ante fallas técnicas anticipadas.
E. Riesgo de sobre especialización contractual
En ocasiones, el nivel de especialización requerido en este tipo de contrato hace que solo ciertos contratistas grandes o internacionales puedan cumplir con todos los requisitos técnicos y financieros. Esto puede reducir la competencia en el proceso de contratación y limitar las oportunidades para contratistas medianos o locales.
Consideraciones Legales y Contractuales
Dada la complejidad técnica, financiera y jurídica del contrato de llave en mano, es esencial que las partes adopten precauciones contractuales rigurosas para garantizar la seguridad jurídica, la correcta ejecución del proyecto y la protección de sus intereses. A continuación se destacan los principales aspectos que deben contemplarse en la redacción del contrato:
A. Especificaciones técnicas detalladas
Es indispensable que el contrato contenga descripciones claras y precisas del objeto contratado, incluyendo planos, cronogramas, características técnicas, niveles de calidad, estándares de seguridad, y demás parámetros que orienten la ejecución del proyecto. Esto evita ambigüedades y facilita la verificación del cumplimiento.
B. Cláusulas sobre precio y forma de pago
El contrato debe establecer de forma expresa el valor total o global, especificando si es un precio cerrado o sujeto a reajustes. Asimismo, deben definirse los plazos, condiciones, porcentajes y etapas de pago, indicando si existen anticipos, pagos por avance o un único desembolso final.
C. Términos de ejecución y entrega
Es necesario fijar plazos de ejecución concretos, hitos de avance, fechas de entrega, así como los procedimientos para la recepción provisional y definitiva del proyecto. Además, se deben incluir cláusulas sobre consecuencias por retraso, como multas o cláusulas penales.
D. Garantías contractuales
Para proteger al contratante, el contrato debe incluir garantías tales como:
- Garantía de cumplimiento del contrato.
- Garantía de calidad o estabilidad de la obra por un tiempo determinado.
- Garantía de devolución de anticipos, si se entregan fondos previos a la ejecución.

E. Distribución de riesgos
Debe contemplarse expresamente cómo se asignan los riesgos del contrato y bajo qué condiciones pueden ser redistribuidos. Esto incluye eventos de fuerza mayor, variaciones en los precios de insumos, problemas técnicos no imputables a las partes, entre otros.
F. Mecanismos de solución de controversias
El contrato debe prever cómo se resolverán los conflictos que puedan surgir, ya sea mediante conciliación, tribunal de arbitramento, amigable composición o jurisdicción ordinaria. Establecer estos mecanismos evita litigios prolongados y permite una resolución más eficiente.
G. Cumplimiento normativo
El contrato debe ajustarse a las disposiciones del ordenamiento jurídico colombiano, incluyendo lo dispuesto en el Código Civil, el Código de Comercio, y, en caso de contratación pública, la Ley 80 de 1993 y sus normas reglamentarias. También debe tener en cuenta las normas técnicas aplicables al tipo de proyecto ejecutado.